# La Corte (productora)
La Corte es una empresa de radiodifusión y producción de medios de comunicación. Es conocida por haber sido la encargada de la transmisión de los actos presidenciales y haber sido productora de Fútbol para Todos, programa que transmitió los torneos de fútbol de Primera División desde 2009 hasta 2017. La sede central se encuentra en la calle Fraga 167, en el barrio porteño de Chacarita.

## Historia
Fue fundada por los hermanos Monzoncillo en 1994. 
Desde 2003, al poco tiempo de haber asumido Néstor Kirchner como Presidente, comienzan a transmitir todos los actos del gobierno nacional
En 2009 comienzan a producir y emitir Fútbol Para Todos
Desde 2017, TNT Sports y los programas emitidos desde Argentina por CNN en Español y CNN Radio Argentina son emitidos desde los estudios de la productora. 
Entre 2017 y 2020 Showmatch se emitió desde el edificio de la empresa, además de los programas de LaFlia Contenidos entre 2018 y 2020. Anteriormente también compartió edificio con la productora Mandarina Televisión. 
A partir del 2021, se emite LN+ desde sus estudios. 

## Producciones
- NRED Distribución de Contenido Audiovisual
- Transmisiones en vivo y spots para: Presidencia de la Nación Argentina, Gobierno de la Ciudad de Buenos Aires, Gobierno de la Provincia de Buenos Aires, Unión Cívica Radical y Partido Justicialista.
- Programas para las señales de PRAMER tales como Canal (á), Europa Europa, América Sports, Plus Satelital, El Gourmet y Magic Kids
- Programas de Promofilm
- Programas de Eyeworks Cuatro Cabezas como Futbol 360: jugadas maestras (Discovery), MasterChef 2015 (Telefe) y Primera Cita (Telefe)
- Programas de Ideas del Sur/LaFlia: Showmatch, Bailando por un Sueño Argentina, Cantando por un Sueño Argentina, La Previa del Cantando, Los especialistas del show, Corte y Confección, Mujeres de Eltrece, Los Tinelli (islas de edición para el reality show de Prime Video) y Primos de América.
- Fútbol Para Todos (2009-2017)
- Chikuchis (2012), Seguimos Educando (2020-2022) (Pakapaka)
- DXTV Noticias (Deportv)
- Unidos por Argentina (teletón emitido por todos los canales de aire en simultáneo)
- Fútbol ATP (TV Pública) (2021)
- Stella Artois World Draught Masters 2011
- Dakar 2011 (Spots)
- Nissan (Salón del Automóvil de Buenos Aires 2011)
- GOLTV
- Canal Rural
- "Puerto Cultura", programa de entrevistas a personalidades de la cultura argentina, con la conducción de Jorge Coscia (El Nueve)
- Móviles de exteriores para Canal 26 y realización de programas en vivo como Chiche en Vivo, Hora Clave, El Conversatorio con Pablo Rossi, Plan M, Peatonal, Vas a Ver (VAV) y Liliana de Regreso con Liliana López Foresi
- Spots publicitarios para Telecentro
- Art Nouveau Buenos Aires
- TEDx Río de la Plata
- Poder se Puede
- FMS Argentina
- Recitales de Tecnópolis (2021-2023)
- TDA (Spots)
- Programas de UN3 y UNTREF Media
- Superliga Argentina y Liga Profesional de Fútbol (TNT Sports) (2017-presente) - grabación y edición de los partidos de fútbol
- Programación del canal TNT Sports
- Liga Profesional de Fútbol: cobertura para redes sociales y streaming del Torneo Proyección, la Reserva del fútbol argentino.
- Programación del canal LN+ (2021-presente)
- Almorzando con Mirtha Legrand y La noche de Mirtha para Eltrece (2021)
- Programas para CNN en Español tales como En Diálogo con Longobardi, Primera Mañana, Perspectivas desde Buenos Aires, Redacción CNN y Conecta2 con María O'Donnell y Ernesto Tenembaum.
- "Recreo, el programa" para América TV
- "Código Viaje" para Telefe
- Programación de la radio CNN Radio Argentina (2022-presente)
- Islas de edición y soporte técnico para los programas de Boxfish: Ahora Alfonsín; Manos arriba, chef, El Hotel de los Famosos (Argentina) y Hotel VIP (México)
- Islas de edición y soporte técnico para Bake Off Famosos 2024 (productora Kocawa para Telefe)
- "Fábrica de Jingles: La Vedada", streaming para Gelatina (2023)
- Pícnic Extraterrestre, canal de streaming
- Galácticos, canal de streaming
- Picado TV, canal de streaming
- Vibra Bonaerense, canal de streaming
- "Nadie dice nada" - Luzu TV (2025)
- Streaming + cabina de locución para relatos de partidos de Futsal AFA, Fútbol Reserva LPF y volley a través de Wooloo TV
- Streaming del Fútbol Nacional B y Fútbol Femenino para Genius Sports
- Telekino (TV Pública)
- "Otro Día Perdido" con Mario Pergolini (productora Boxfish para Eltrece)